# Jean-Bonaventure Rousseau
Pour les articles homonymes, voir Rousseau.
Jean-Bonaventure Rousseau, dit Saint-Jean, est un marchand de fourrures influent en Nouvelle-France, puis dans la Province du Canada. 

## Biographie

### Vie privée
Il naît  deJean-Baptiste Rousseau marchand de fourrures exerçant dans la vallée de la rivière Ohio. Son fils, lui aussi appelé Jean-Baptiste Rousseau, se fait marchand de fourrures, avant de devenir un des marchands les plus importants du Haut-Canada.

### Parcours
Assermenté, Jean-Bonaventure Rousseau se met à travailler pour la Grande-Bretagne en tant qu'interprète vers 1770. Ainsi, il reçoit un permis de commerce de fourrures autour de Toronto « et de là à tous marchés ou territoires qu'il jugerait avantageux pour la vente de sa marchandise »,. Cela comprend le commerce autour de la rivière Humber et de la rivière Credit.
Après 1750, les autorités françaises de la Nouvelle-France détruisent des fortifications, y compris le Magasin Royal, le Fort Portneuf et le Fort Rouillé. Rousseau restaure, par la suite, le Fort Portneuf, à l'embouchure de la rivière Humber, afin de le transformer en poste de traite de fourrures. Il délègue l'opération de ce poste à son fils à sa mort, en 1774.
Il existe un enregistrement du contenu du canoë de fret de Jean-Bonaventure Rousseau du transport de ses premières marchandises. Il contient 360 litres (80 gallons impériaux) de rhum, ainsi que 73 litres (16 gallons impériaux) de vin. Le commandant des forces britanniques en Amérique du Nord, Thomas Gage, écrit que Rousseau « débauchait » les peuples des Premières Nations. Après l'obtention de son permis de commercer à Toronto, l'équipe de Rousseau se constitue d'un canoë de six hommes en plus de lui. Sa marchandise, évaluée à 300 de la Monnaie Provinciale, qui comprend, à l'époque, les quantités de rhum et de vin précédemment évoquées, quatre fusils, 136 kilogrammes (300 livres) de poudre à canon, et 725 kilogrammes (1600 livres) de grenailles de plomb et de balles. Pour son permis de commerce, Rousseau paie une caution de 600 de la Monnaie Provinciale.